# Mec Vannin
El Mec Vannin (en manx: Fills de Man) és un partit polític de l'illa de Man, fundat el 1962 per Lewis Crellin i J. Bernard Moffat, de caràcter nacionalista radical i celtista, va obtenir un escó a Tynwald del 1976 al 1981. Són partidaris d'una república democràtica on el manx sigui un idioma veritablement oficial.
Propers ideològicament al Sinn Féin, SNP, Plaid Cymru, Mebyon Kernow i UDB, vol un estat manx independent i sobirà sota forma republicana. Edita el diari Yn Pabyr Seyr escrit en anglès, on comenta les perspectives del país i algunes notícies. El seu lema és Iree Seose Vannin.